# Couziers
Couziers é uma comuna francesa na região administrativa do Centro, no departamento Indre-et-Loire. Estende-se por uma área de 11,44 km². Em 2010 a comuna tinha 112 habitantes (densidade: 9,8 hab./km²).